# The Business Times
The Business Times – singapurski dziennik o tematyce biznesowej, ukazujący się w języku angielskim. Został założony w 1976 roku.